# Hitodama

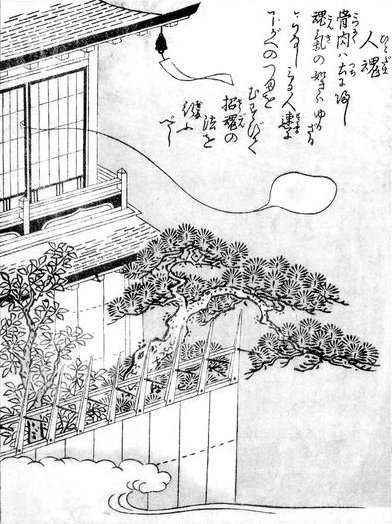
Een Hitodama, getekend door Toriyama Sekien.

Hitodama (人魂, "menselijke ziel") zijn volgens Japanse folklore de zielen van pas overledenen, die de vorm aannemen van een vlam. Algemeen wordt geloofd dat de hitodama mensen misleiden en streken uithalen, zoals het laten verdwalen van eenzame reizigers. Hitodama zouden zich dicht bij mensen begeven die stervende zijn en worden ook vaak afgebeeld bij Yurei.